# Districtul Mosonmagyaróvár
Mosonmagyaróvár (în maghiară Mosonmagyaróvári járás) este un district în județul Győr-Moson-Sopron, Ungaria.
Districtul are o suprafață de 899,97 km2 și o populație de 72.532 locuitori (2013).